# Raffaele Garofalo

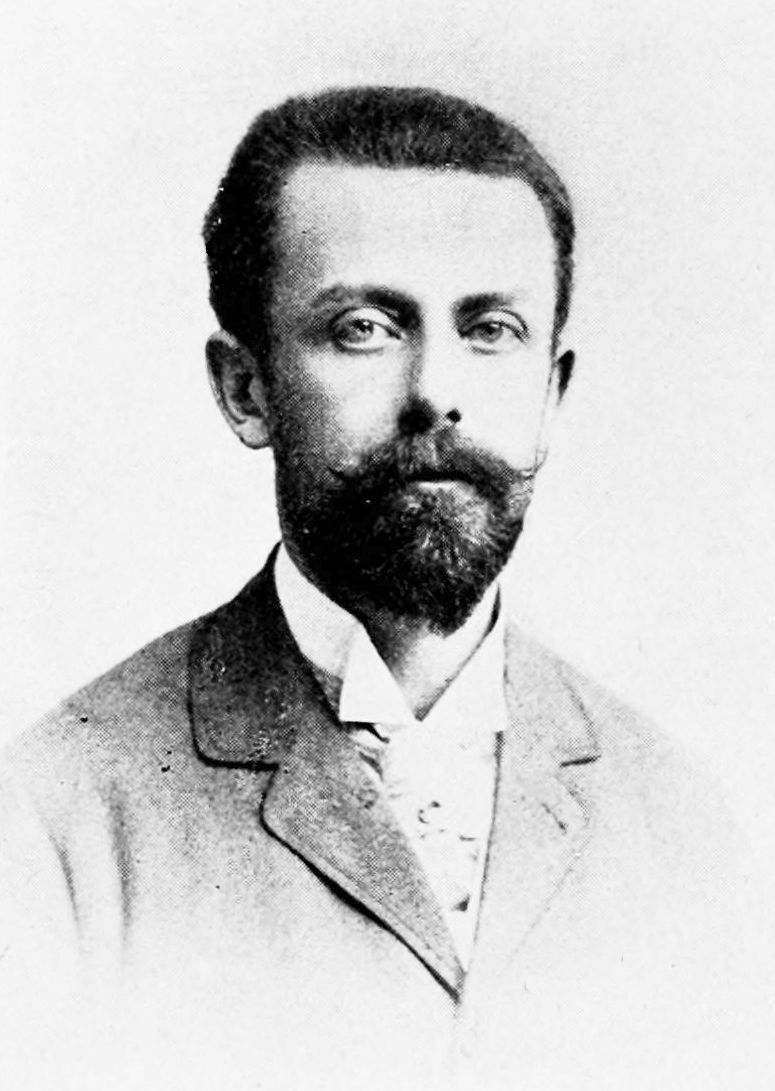
Raffaele Garofalo

Baron Raffaele di Garofalo (Napels, 18 november 1851 - aldaar, 18 april 1934) is een Italiaan die zowel als politicus, rechter en wetenschapper naam heeft gemaakt.
In de Italiaanse politiek verwierf hij bekendheid door te pleiten voor een neutrale opstelling van Italië in de Eerste Wereldoorlog. Hij was een onverzoenlijk bestrijder van het socialisme  en marxisme. Later zou Garofalo vanaf het eerste moment het fascisme  van Mussolini  steunen. 
Samen met Lombroso en Ferri geldt Garofalo als grondlegger van de 'école positiviste italienne' (de Italiaanse positivistische school). Met name zijn standaardwerk 'la criminologie' uit 1885 betekende een belangrijke bijdrage aan het ontstaan van de criminologie als aparte wetenschap. Op 18 april 1934 stierf Garofalo, 82 jaar oud, te Napels.